# Exocentrus fumosus
Exocentrus fumosus är en skalbaggsart som beskrevs av Charles Joseph Gahan 1894. Exocentrus fumosus ingår i släktet Exocentrus och familjen långhorningar.
Artens utbredningsområde är Myanmar. Inga underarter finns listade i Catalogue of Life.